# Krat, Turiisk
Krat (în ucraineană Крать) este un sat în comuna Ovlociîn din raionul Turiisk, regiunea Volînia, Ucraina.

## Demografie
Componența lingvistică a localității Krat
     Ucraineană (100%)
Conform recensământului din 2001, toată populația localității Krat era vorbitoare de ucraineană (100%).